# 埃爾森湖
52°29′55.3″N 13°36′7″E / 52.498694°N 13.60194°E

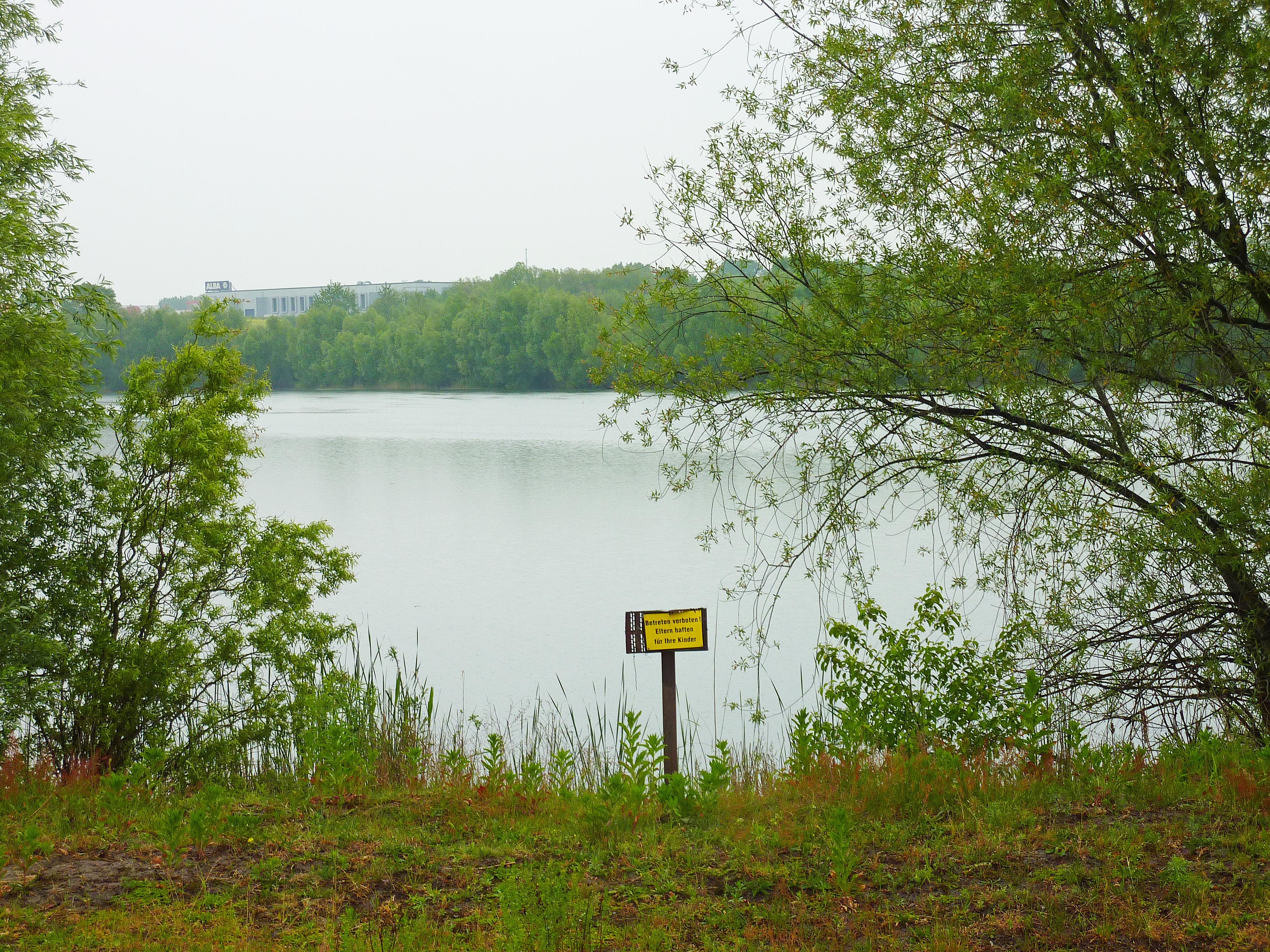

埃爾森湖（德語：Elsensee），是德國的湖泊，位於該國首都柏林，由馬爾燦-黑勒斯多夫行政區負責管轄，長0.5公里、寬0.3公里，湖水主要來自地下水和雨水。